# 南方熊楠顕彰館

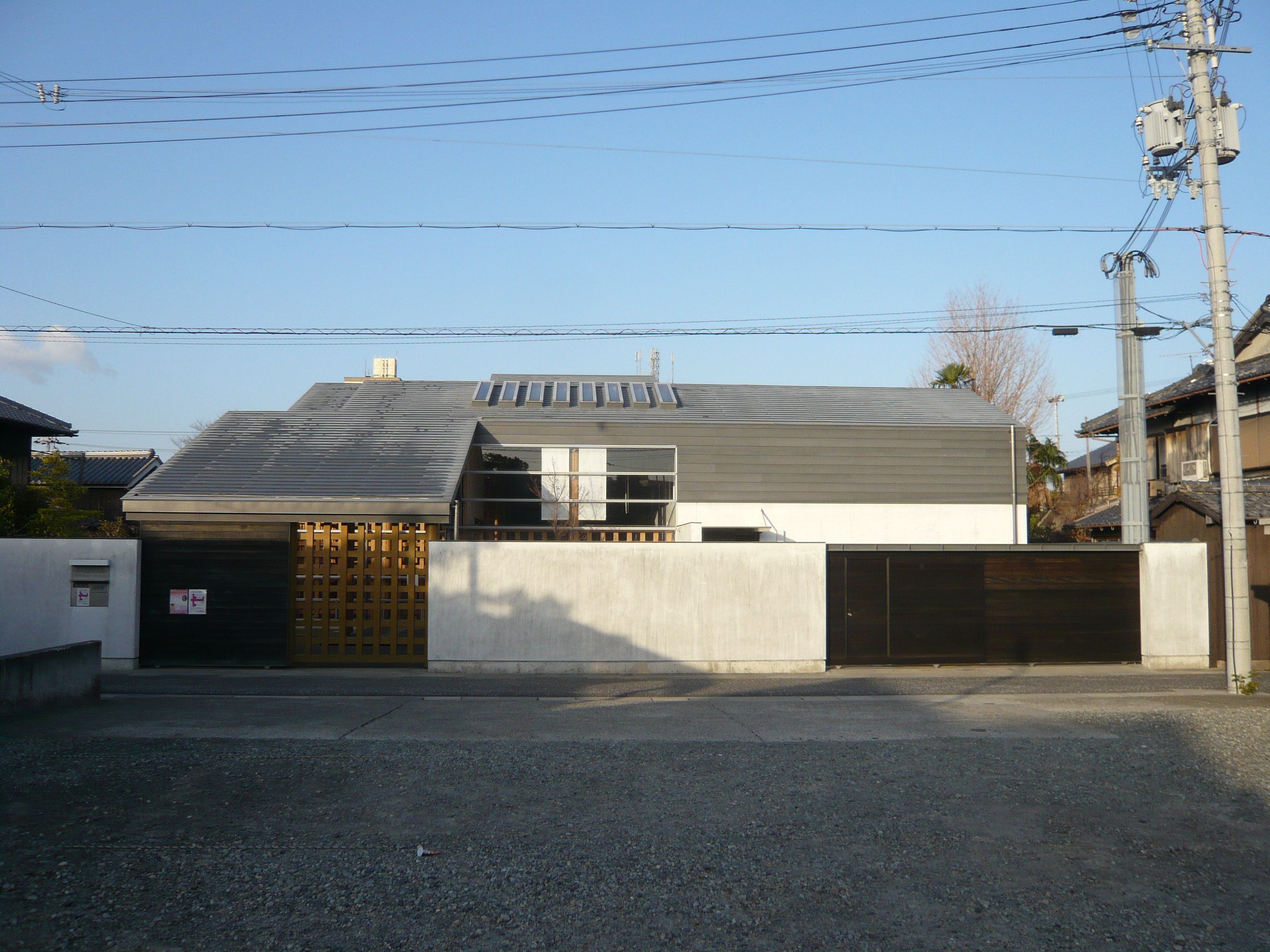
南方熊楠顕彰館

南方熊楠顕彰館（みなかたくまぐすけんしょうかん、Minakata Kumagusu Archives）は、和歌山県田辺市中屋敷町にある博物館類似施設。
南方熊楠の死後、遺族により邸宅・書物・文献・書簡・標本等は保全されていた。2000年最後に残った長女・文枝が亡くなるが、その遺志によって、それらは田辺市に寄贈された。田辺市は、傷みが激しかった南方邸を補修し、熊楠存命時の状態に復原するとともに、熊楠の生涯や文献を紹介・保存する顕彰館が南方邸の北隣に開館した。

## 概説
南方熊楠(1867-1941)が生涯を費やして蓄積した人文・自然科学の多岐にわたる膨大な研究資料のほとんどは、熊楠が後半生を過ごし、研究活動の拠点とした田辺市の邸内、特に土蔵内に遺されていた。これらは、熊楠の没後、遺族が中心となって大切に保存され、ほぼ散逸することなく受け継がれてきた。
この南方熊楠翁の業績を顕彰し、あわせてその終の栖（ついのすみか）となった邸を保存することを目的として、1987年6月に「南方熊楠邸保存顕彰会（現南方熊楠顕彰会）」（以下、顕彰会）が発足した。この顕彰会は、1989(平成元)年から全国に向けて募金活動を展開し、その結果として各方面から多額の寄付が集まった。田辺市および顕彰会は、これらの浄財とふるさと創生資金による基金を積み立て、その利息を財源として邸内の資料の調査研究や整理保存、南方熊楠賞の制定、南方を訪ねての開催、南方邸の公開等、翁の業績を顕彰する事業を実施してきた。
2000年6月、最後に残った長女・文枝が死去し、南方邸ならびに邸内の蔵書・遺品・草稿・標本などの資料は田辺市に遺贈された。これを契機として、将来にわたってこの先人の遺産を恒久的に保存し、その思想および学問活動に関する調査・研究を充実させるとともに、その成果を発信するための拠点を設置することが急務となり、南方熊楠研究所（仮称。現南方熊楠顕彰館）建設に向けて動き出した。
2006年、南方熊楠顕彰館が開館し、熊楠が遺した蔵書・資料を恒久的に保存するとともに広く公開し、熊楠に関する研究を推進、情報発信している。 

## 沿革
- 1941年12月29日 - 南方熊楠死去
- 2000年6月10日 - 熊楠の長女・文枝死去。遺志によって熊楠旧邸や資料が田辺市に寄贈される
- 2002年 - 顕彰会が南方熊楠研究所（仮称）基本構想策定。南方熊楠研究所（仮称）建設委員会設置
- 2003年 - 南方熊楠研究所（仮称）基本計画案策定
- 2003年5月 - 南方熊楠研究所（仮称）設計提案競技
- 2004年8月 - 「南方熊楠顕彰館」に名称決定
- 2004年10月 - 起工式
- 2005年7月 - 竣工
- 2005年11月 - 南方熊楠邸整備工事着工
- 2006年3月 - 南方熊楠邸整備工事完了
- 2006年5月14日 - 開館
- 2015年3月26日 - 南方熊楠邸の建物4棟が登録有形文化財となる。登録名は旧南方家住宅（主屋、書斎、土蔵、井戸屋形）。